# Cyphorhinus phaeocephalus
Carriça-canora ou uirapuru-gaiteiro (Cyphorhinus phaeocephalus) é uma espécie de ave da família Troglodytidae.
Pode ser encontrada nos seguintes países: Colômbia, Costa Rica, Equador, Honduras, Nicarágua e Panamá.
Os seus habitats naturais são: florestas subtropicais ou tropicais húmidas de baixa altitude.